# 桑原隲蔵
桑原 隲蔵（くわばら じつぞう、1871年1月27日〈明治3年12月7日〉 - 1931年〈昭和6年〉5月24日）は、日本の東洋史学者・京都帝国大学教授。文学博士。1898年に出版された著書（中等東洋史.上巻／中等東洋史.下巻）は、東洋史教科書の定番となった。

## 生涯
1871年1月27日 越前国（現・福井県敦賀市）に製紙業者桑原久兵衛の次男として生まれる。京都府尋常中学校から第三高等学校へ進み、1892年に同校卒業、帝国大学文科大学（現・東京大学文学部）に入学し、漢文科から同大学院東洋史専攻へ（1896年）。1898年の修了後、母校の第三高等学校教授となった。
翌1899年に高等師範学校（現・筑波大学）教授に転じ（1907年迄）、国費留学のため退官、文部省より中国へ派遣される。1909年に帰国後、京都帝国大学文科大学（現・京都大学文学部）教授となり、東洋史学第二講座を担当。在職中に博士論文を書き上げ文学博士号を授かる。高等官二等（1911年）。1930年に定年退官、翌1931年2月に京都帝大名誉教授となり、5月24日、61歳で死去。高等官一等、位陛は正三位勲二等。墓所は金戒光明寺。本人の希望で狩野直喜が墓銘碑を書いた。　

### 研究歴
- 1910年（明治43年） 文学博士[9]
- 1923年、帝国学士院賞。宋代の南海貿易史の研究「蒲寿庚の事蹟」に対して。

## 業績
東洋史教育の創成に尽力、東西交渉史等の分野で優れた業績を残した。清国留学中に一次資料を写真に記録（1907年–1909年）、帰国後、京都帝国大学に赴任すると内藤湖南・狩野直喜とともに京都派東洋史学を確立。清朝考証学の伝統と西洋の文献学的方法を総合し、中国史・東西交渉史に優れた業績を残した。なかでも「大苑国の貴山城に就いて」では西域の歴史・地理について、白鳥庫吉や藤田豊八らと論争を展開した。主な弟子に宮崎市定らがいる。
「始皇の前に始皇なく、始皇の後に始皇なし」と始皇帝を再評価した。
子息はフランス文化研究者の桑原武夫。

## 栄典
- 1926年（大正15年）7月2日 - 従三位[17]
- 1931年（昭和6年）1月16日 - 正三位[18]

## 著作
- 中等東洋史.上巻, 大日本図書, (1898), doi:10.11501/775946
- 中等東洋史.下巻, (1898), doi:10.11501/775947
- 『新編東洋史教科書』 開成館編輯所 （編）、桑原隲蔵（校）、東京開成館 ; 大阪：三木書店、1899年[19][20][21]
- 『中等東洋歴史地図』 大日本図書、1899年 地図20枚。
- 『初等東洋史』 大日本図書、1899年
- 『東洋史教科書附図』 東京：開成館、1903年
- 『東洋史教授資料』 開成館、1914年[22]
- 『大宛国の貴山城に就いて』 鶏声堂書店、1915年[注釈 3]
- 「張騫の遠征」『史的研究』続、史学研究会（編）冨山房、1916年。23–155頁。
- 『蒲寿庚の事蹟：宋末の提挙市舶西域人』 上海：東亞攻究會、1923年[23][24]

  - 改題 『蒲寿庚の事蹟』 宮崎市定編・解説、平凡社東洋文庫、1989年、ワイド版2008年
- 『支那の孝道』 新興社、1925年
  - 改題 『中国の孝道』 宮崎市定校訂・解説、講談社学術文庫、1977年、復刊1989年
- 『東洋史説苑』 京都：弘文堂、1927年
- 『東西交通史論叢』 弘文堂書房、1933年
- 『東洋文明史論叢』 弘文堂書房、1934年
  - 『東洋文明史論』 宮崎市定編・解説、平凡社東洋文庫、1988年、ワイド版2008年
- 『蒲寿庚の事蹟：唐宋時代に於けるアラブ人の支那通商の概況殊に宋末の提挙市舶西域人』 岩波書店、1935年
- 『考史遊記』 弘文堂書房、1942年[14]
  - 改訂版 岩波文庫、2001年、解説礪波護
- 『桑原隲藏全集』（全5巻＋別冊1巻）、岩波書店、1968年。新版1987-88年

1. 東洋史説苑[25]
2. 東洋文明史論叢
3. 支那法制史論叢 東西交通史論叢[26]
4. 中等東洋史 東洋史参考図書[20] 東洋史教授史料
5. 蒲寿庚の事蹟 考史遊記
6. 別冊 桑原隲蔵博士所蔵図書目録 全集総索引

### 回想
- 『東方学回想 II 先学を語る〈2〉』（刀水書房、2000年）、弟子達の座談での回想を収録。